# Joanna Teske
Joanna Klara Teske – polska literaturoznawczyni, dr hab. nauk humanistycznych, adiunkt Instytutu Literaturoznawstwa Wydziału Nauk Humanistycznych Katolickiego Uniwersytetu Lubelskiego Jana Pawła II.

## Życiorys
W latach 1992–2008 odbyła studia filologii angielskiej, oraz filozofii w Katolickim Uniwersytecie Lubelskim. 16 maja 2007 obroniła pracę doktorską Narracja i filozofia: powieści Virginii Woolf, 8 lutego 2017 habilitowała się na podstawie dorobku naukowego i pracy zatytułowanej Contradictions in Art: The Case of Postmodern Fiction (praca posiada tytuł tylko w języku angielskim).
Objęła funkcję adiunkta w Instytucie Literaturoznawstwa na Wydziale Nauk Humanistycznych Katolickiego Uniwersytetu Lubelskiego Jana Pawła II.

## Publikacje
- 2009: Filozofia nauki i sztuki z perspektywy metodologii Karla Poppera[1]
- 2009: Szara mysz z chaty na skraju wspomnień / Joanna Klara Teske ; il. Magdalena Słomska[2]
- 2011: Pies w krainie wędrującej nocy / Joanna Klara Teske ; il. Weronika Teske[2]
- 2014: Czarny ptak / Joanna Klara Teske ; il. Magdalena Słomska[2]
- 2019: Flaming i porządki świata / [tekst:] Joanna Klara Teske ; [ilustracje:] Magdalena Słomska[2]